# Ihi

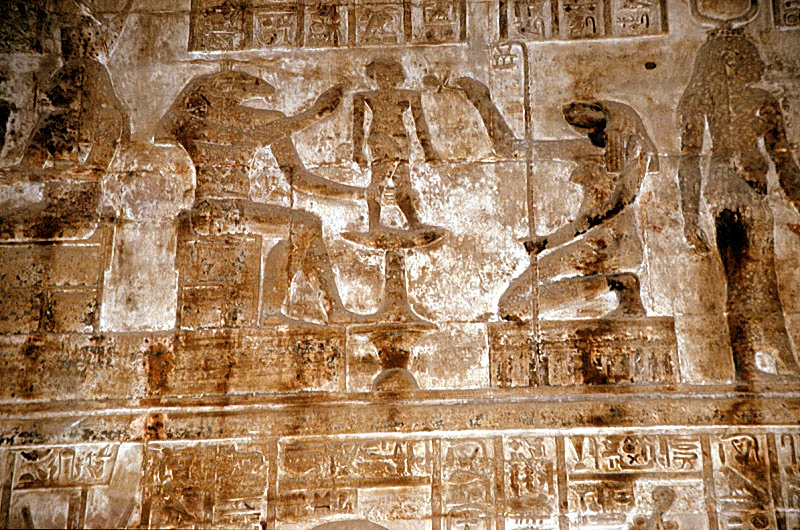
Hnum, Heket kíséretében, megformálja Ihit. Dombormű a denderai templom mammiszijében

Ihi az ókori egyiptomi vallás egyik helyi istene. A zenészek isteneként ifjúként ábrázolták, kezében szisztrummal. A Halottak Könyve szerint az Alvilág negyvenkét bírája közt is ott van. Nevezik Hathor egyetlenének is.
Denderában Hathor fiaként tisztelték. Ihi a denderai Hathorral és az edfui Hórusszal alkot isteni háromságot. Testvérével, Harszomtusszal (a gyermek Hórusz, akit Edfuban az idősebb Hórusz és Hathor gyermekének tartanak) a Két Föld egyesítőjeként is megjelenik. Ihit ábrázolják borjúként is Hathorral, akinek gyakori ábrázolása a tehén. Mivel Ihit leggyakrabban anyjával együtt említik, összefüggésbe hozták a felkelő Nappal is.
Nahtnebef fáraó neki építtette Denderában a második mammiszit (születésház), ahol évente megünnepelték az isten születését.